# 何海清
何海清（1875年5月—1950年11月8日），中华民国政治人物，湖南湘潭人，参与辛亥革命，1915年护国战争，加入蔡锷的护国军。1923年任滇南镇守使兼建国第六军军长，晋升陆军上将。1925年10月退伍返乡，兴办学校。抗战时期，在家乡组织自卫军。1950年11月8日镇反运动中被逮捕处死。1983年10月，中共政府宣布为其平反，确认为“辛亥革命人员”。